# 拉西尔山
拉西尔山（Mons La Hire）是雨海西部一座孤独的山丘，位于欧拉陨石坑的东北、朗伯陨石坑西北偏西；往东北50公里是齐克尔山脊，西北30公里是二座更小的无名山丘。
该山丘的中心月面座标为北纬27.66°、西经25.51°，西北侧较长，山体底部尺寸为23×12公里，形状大致像一支朝向西北偏西的箭矢，山峰高出周边月海1.75–1.85公里，但较月表绝对高度（半径1737.4公里）低0.03公里。
它取名自法国数学家和天文学家菲利普·德·拉伊尔（Philippe de La Hire），1935年被国际天文学联合会批准采纳。

## 附近的陨坑

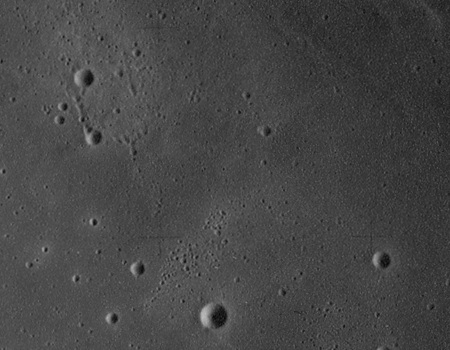
拉西尔北面的夏尔坑(左上方)、梅维斯坑（夏尔坑下方）和安妮格列特坑（右下方），位于底部的最大陨坑尚未被命名。

下表中是山丘附近数座已被国际天文学联合会命名的微型撞击坑，其中：费利克斯陨坑和维恩陨坑位于山丘南面，其余的则分别聚集在北面和东北侧。
| 撞击坑     | 拉丁名称 | 月面坐标                        | 直径   | 名称来源     |
| ---------- | -------- | ------------------------------- | ------ | ------------ |
| 安妮格列特 | Annegrit | 29°24′N 25°36′W / 29.4°N 25.6°W | 1 公里 | 德语女性名   |
| 夏尔       | Charles  | 29°54′N 26°24′W / 29.9°N 26.4°W | 1 公里 | 法语男性名   |
| 费利克斯   | Felix    | 25°06′N 25°24′W / 25.1°N 25.4°W | 1 公里 | 拉丁语男性名 |
| 梅维斯     | Mavis    | 29°48′N 26°24′W / 29.8°N 26.4°W | 1 公里 | 苏格兰女性名 |
| 维恩       | Verne    | 24°54′N 25°18′W / 24.9°N 25.3°W | 2 公里 | 拉丁语男性名 |

## 卫星陨石坑
照惯例，最靠近拉西尔山的卫星陨石坑在月表地图上将以字母标注在它的中心点旁边。
| 拉西尔 | 月面坐标                          | 直径, 公里 |
| ------ | --------------------------------- | ---------- |
| A      | 28°32′N 23°28′W / 28.53°N 23.46°W | 5          |
| B      | 27°41′N 23°02′W / 27.69°N 23.03°W | 4          |

拉西尔 A坑位于齐克尔山脊东北，而拉西尔 B坑则位于它的西南。
以下撞击坑已被国际天文联合会更名：
- 拉西尔 D—查看卡本托陨石坑。

## 另请参阅
- 月球山脉高度列表